# Īzad Kheyl
Īzad Kheyl (persiska: يزَدی خِيل, Īzadī Kheyl, ايزد خيل) är en ort i Iran.   Den ligger i provinsen Mazandaran, i den norra delen av landet, 180 km nordost om huvudstaden Teheran. Antalet invånare är 564.
Terrängen runt Īzad Kheyl är mycket platt, och sluttar norrut. Runt Īzad Kheyl är det tätbefolkat, med 636 invånare per kvadratkilometer. Närmaste större samhälle är Sari, 18,8 km sydost om Īzad Kheyl. Trakten runt Īzad Kheyl består till största delen av jordbruksmark.